# Мінто (озеро)
Мінто (фр. Lac Minto) — озеро в провінції Квебек (Канада). 

## Географія
Розташоване в слабо заселеній північно-західній частині провінції на заході півострова Унгава (півострів Лабрадор), в 60 км на схід від Гудзонової затоки, в долині між кількома рядами пагорбів. Одне з найбільших озер Канади — площа водної поверхні 703 км², загальна площа — 761 км², сьоме за величиною озеро в провінції Квебек. Висота над рівнем моря 183 метри, коливання рівня озера до 1,09 метра. Льодостав з листопада по травень. Озеро складної форми, з рукавами і затоками, має безліч островів, витягнуто в напрямку з південного заходу на північний схід на 81 кілометр.
Живлення від оточуючих невеликих озер і річок. З північно-східного кута озера бере початок річка Фей (в англомовних джерелах частіше зустрічається англійський варіант Ліф), яка впадає в однойменну бухту Фей затоки Унгава.
Озеро названо на честь восьмого генерал-губернатора Канади Гілберта Елліот-Мюррей-Кінінмонда, 4-го графа Мінто дослідником і геологом Альбертом Пітером Лоу 1898 року.